# Sadarka
Sadarka (lat. Gypsophila), biljni rod jednogodišnjeg raslinja i trajnica iz porodice klinčićevki (Caryophyllaceae) raširen po gotovo cijeloj Euroaziji i sjeverenoj Africi, te dijelovima Australije.
Na popisu je uz dva hibrida 145 vrsta, od čega u Hrvatskoj dvije vrste: sadarka štitkasta (G. fastigiata) i puzava sadarka (G. repens).  Zidna sadarka pripada rodu Psammophiliella (Psammophiliella muralis).
Vaccaria hispanica ili hrvatski piramidalni kravajac, sinonim je za Gypsophila vaccaria (L.) Sm..

## Vrste
1. Gypsophila acantholimoides Bornm.
2. Gypsophila acutifolia Fisch.
3. Gypsophila adenophora Boiss. & Buhse
4. Gypsophila adenophylla Barkoudah
5. Gypsophila afghanica Kandemir & Ghaz.
6. Gypsophila alsinoides Bunge
7. Gypsophila altissima L.
8. Gypsophila alvandica Falat., F. Ghahrem. & Assadi
9. Gypsophila antari Post & Beauverd
10. Gypsophila arabica Barkoudah
11. Gypsophila aretioides Boiss.
12. Gypsophila arrostii Guss.
13. Gypsophila aucheri Boiss.
14. Gypsophila aulieatensis B. Fedtsch.
15. Gypsophila australis (Schltdl.) A.Gray
16. Gypsophila babatagi (Ovcz.) comb.ined.
17. Gypsophila baytopiorum Kit Tan
18. Gypsophila bazorganica Rech.f.
19. Gypsophila bermejoi G.López
20. Gypsophila bicolor (Freyn & Sint.) Grossh.
21. Gypsophila bitlisensis Barkoudah
22. Gypsophila brachypetala Trautv.
23. Gypsophila briquetiana Schischk.
24. Gypsophila bucharica B.Fedtsch.
25. Gypsophila capillaris (Forssk.) C.Chr.
26. Gypsophila capitata M.Bieb.
27. Gypsophila capituliflora Rupr.
28. Gypsophila caricifolia Boiss.
29. Gypsophila cephalotes (Schrenk) F.N.Williams
30. Gypsophila collina Steven ex Ser.
31. Gypsophila curvifolia Fenzl
32. Gypsophila damascena Boiss.
33. Gypsophila davisii Barkoudah
34. Gypsophila davurica Turcz. ex Fenzl
35. Gypsophila diffusa Fisch. & C.A.Mey. ex Rupr.
36. Gypsophila dumanii Armagan & Cakir
37. Gypsophila elegans M.Bieb.
38. Gypsophila erikii Yild.
39. Gypsophila eriocalyx Boiss.
40. Gypsophila farsensis Falat., Assadi & F.Ghahrem.
41. Gypsophila fastigiata L.
42. Gypsophila fedtschenkoana Schischk.
43. Gypsophila festucifolia Hub.-Mor.
44. Gypsophila germanicopolitana Hub.-Mor. & E.Simon
45. Gypsophila glabra (Ikonn.) comb.ined.
46. Gypsophila glomerata Pall. ex Adams
47. Gypsophila graminifolia Barkoudah
48. Gypsophila guvengorkii Armagan, Özgökçe & A.Çelik
49. Gypsophila hakkiarica Kit Tan
50. Gypsophila heteropoda Freyn & Sint.
51. Gypsophila hispida Boiss.
52. Gypsophila huashanensis Tsui & D.Q.Lu
53. Gypsophila imbricata Rupr.
54. Gypsophila intricata Franch.
55. Gypsophila iranica Barkoudah
56. Gypsophila juzepczukii Ikonn.
57. Gypsophila kafirniganica (V.A.Shultz) comb.ined.
58. Gypsophila krascheninnikovii Schischk.
59. Gypsophila laricina Schreb.
60. Gypsophila lepidioides Boiss.
61. Gypsophila leucochlaena Hub.-Mor.
62. Gypsophila libanotica Boiss.
63. Gypsophila licentiana Hand.-Mazz.
64. Gypsophila lignosa Hemsl. & Lace
65. Gypsophila linearifolia (Fisch. & C.A.Mey.) Boiss.
66. Gypsophila litwinowii Koso-Pol.
67. Gypsophila lurorum Rech.f.
68. Gypsophila macedonica Vandas
69. Gypsophila malyeri Hamzaoglu & Koç
70. Gypsophila melampoda Bien. ex Boiss.
71. Gypsophila meyeri Rupr.
72. Gypsophila modesta Bornm.
73. Gypsophila mongolica Barkoudah
74. Gypsophila mozaffarianii Negaresh
75. Gypsophila mucronifolia Rech.f.
76. Gypsophila munzurensis Armagan
77. Gypsophila nabelekii Schischk.
78. Gypsophila nana Bory & Chaub.
79. Gypsophila neoszovitsiana Lazkov
80. Gypsophila nodiflora (Boiss.) Barkoudah
81. Gypsophila oblanceolata Barkoudah
82. Gypsophila oldhamiana Miq.
83. Gypsophila oligosperma Krasnova
84. Gypsophila olympica Boiss.
85. Gypsophila osmangaziensis Ataslar & Ocak
86. Gypsophila pacifica Kom.
87. Gypsophila pallasii Ikonn.
88. Gypsophila pallida Stapf
89. Gypsophila paniculata L.
90. Gypsophila papillosa Porta
91. Gypsophila parva Barkoudah
92. Gypsophila patrinii Ser.
93. Gypsophila perfoliata L.
94. Gypsophila persica Barkoudah
95. Gypsophila peshmenii Güner
96. Gypsophila petraea (Baumg.) Rchb.
97. Gypsophila pilosa Huds.
98. Gypsophila pilulifera Boiss. & Heldr.
99. Gypsophila pinifolia Boiss. & Hausskn.
100. Gypsophila platyphylla Boiss.
101. Gypsophila polyclada Fenzl ex Boiss.
102. Gypsophila preobrashenskii Czerniak.
103. Gypsophila pseudomelampoda Gauba & Rech.f.
104. Gypsophila pseudopallida Falat., Assadi & F.Ghahrem.
105. Gypsophila pulvinaris Rech.f.
106. Gypsophila repens L.
107. Gypsophila robusta Grossh.
108. Gypsophila rupestris Kupr.
109. Gypsophila ruscifolia Boiss.
110. Gypsophila sambukii Schischk.
111. Gypsophila saponarioides Bornm. & Gauba
112. Gypsophila scariosa Tausch
113. Gypsophila scorzonerifolia Ser.
114. Gypsophila serpylloides Boiss. & Heldr.
115. Gypsophila sewerzowii (Regel & Schmalh.) Kamelin
116. Gypsophila silenoides Rupr.
117. Gypsophila simonii Hub.-Mor.
118. Gypsophila simulatrix Bornm. & Woronow
119. Gypsophila spathulifolia (Fisch. & C.A.Mey.) Fenzl
120. Gypsophila spinosa D.Q.Lu
121. Gypsophila steupii Schischk.
122. Gypsophila stevenii Fisch. ex Schrank
123. Gypsophila struthium Loefl.
124. Gypsophila syriaca Schischk.
125. Gypsophila szovitsiana Lazkov
126. Gypsophila takhtadzhanii Schischk. ex Ikonn.
127. Gypsophila tenuifolia M.Bieb.
128. Gypsophila thyraica Krasnova
129. Gypsophila tomentosa L.
130. Gypsophila torulensis Koç
131. Gypsophila transalaica Ikonn.
132. Gypsophila tschiliensis J.Krause
133. Gypsophila tuberculosa Hub.-Mor.
134. Gypsophila tubulifera Bornm.
135. Gypsophila turcica Hamzaoglu
136. Gypsophila umbricola (J.R.I.Wood) R.A.Clement
137. Gypsophila uralensis Less.
138. Gypsophila vaccaria (L.) Sm.
139. Gypsophila vedeneevae Lepeschk. ex Botsch. & Vved.
140. Gypsophila venusta Fenzl
141. Gypsophila villosa Barkoudah
142. Gypsophila vinogradovii Safonov
143. Gypsophila virgata Boiss.
144. Gypsophila viscosa Murray
145. Gypsophila volgensis Krasnova
146. Gypsophila wendelboi Rech.f.
147. Gypsophila wilhelminae Rech.f.
148. Gypsophila xanthochlora Rech.f.
149. Gypsophila yazdiana Falat., F.Ghahrem. & Assadi
150. Gypsophila yusufeliensis Budak
151. Gypsophila zhegulensis Krasnova
152. Gypsophila ×castellana Pau
153. Gypsophila ×digenea Borbás

## Sinonimi
- Acosmia Benth. ex G.Don
- Ankyropetalum Fenzl
- Arrostia Raf.
- Asophila Neck.
- Banffya Baumg.
- Bolbosaponaria Bondarenko
- Dichoglottis Fisch. & C.A.Mey.
- Gypsophytum Ehrh.
- Hagenia Moench
- Jordania Boiss.
- Lanaria Adans.
- Pseudosaponaria (F.N.Williams) Ikonn.
- Rokejeka Forssk.
- Vaccaria Wolf